# Rheumaptera interrupta
Rheumaptera interrupta är en fjärilsart som beskrevs av Paul Dognin 1900. Rheumaptera interrupta ingår i släktet Rheumaptera och familjen mätare. Inga underarter finns listade.